# Pseudanophthalmus audax
Pseudanophthalmus audax är en skalbaggsart som beskrevs av Horn. Pseudanophthalmus audax ingår i släktet Pseudanophthalmus och familjen jordlöpare. Inga underarter finns listade i Catalogue of Life.